# WrestleMania XXVII
WrestleMania XXVII est une manifestation de catch professionnel télédiffusée, disponible en paiement à la séance. L'événement, produit par la World Wrestling Entertainment, qui s'est déroulé le 3 avril 2011 au Georgia Dome, à Atlanta (Géorgie) aux États-Unis. Il s'agit du premier WrestleMania, spectacle annuel le plus important de la WWE, se déroulant dans l'État de Géorgie. Sept catcheurs, dont l'hôte de la cérémonie The Rock, sont présents sur l'affiche officielle.
Neuf matchs, dont trois mettant en jeu les titres de la fédération, ont été programmés. Chacun d'entre eux est déterminé par des storylines rédigées par les scénaristes de la WWE ; soit par des rivalités survenues avant le pay-per-view, soit par des matchs de qualification en cas de rencontre pour un championnat. L'événement a mis en vedette les catcheurs des divisions Raw et SmackDown, créées en 2002 lors de la séparation du personnel de la WWE en deux promotions distinctes.
Le match principal de la soirée est un match simple pour le champion de la WWE opposant The Miz à John Cena. La rencontre pour le championnat du monde Poids-Lourds oppose Edge à Alberto Del Rio dans un match simple. Enfin The Undertaker a remis en jeu sa série d'invincibilité face à Triple H.

## Production
En septembre 2009, six mois après la 25e édition de WrestleMania, Atlanta a présenté publiquement sa candidature pour accueillir WrestleMania XXVII, en 2011, dans le stade du Georgia Dome. Après délibération, une conférence de presse s'est tenue le 1er février 2010 afin d'annoncer officiellement que la prochaine édition se déroulerait à Atlanta.
Afin de promouvoir WrestleMania XXVII, une succession d'événements, regroupés sous le nom « WrestleMania Week » (la semaine WrestleMania), seront organisés dans la semaine du 28 mars 2011 au 2 avril 2011. Figureront notamment au programme la cérémonie traditionnelle du WWE Hall of Fame, la convention de fans « WrestleMania Axxess », la vente aux enchères « WrestleMania Art » et un tournoi de golf « Celebrity Pro-Am Golf Tournament ». Selon Gary Stokan, le président de l'Atlanta Sports Council, WrestleMania Axxess se déroulera au Georgia World Congress Center, tandis que la cérémonie du WWE Hall of Fame aura lieu dans la salle omnisports du Philips Arena.
Atlanta a dû rivaliser avec une vingtaine de villes, toutes candidates pour l'organisation de WrestleMania. Elles ont été conviées par le quartier général de la WWE, situé à Stamford, dans le Connecticut, afin de présenter leurs offres respectives. Le principal concurrent d'Atlanta fut la ville de Miami, en Floride, qui proposa d'accueillir l'événement dans le stade du Sun Life Stadium (ils auront l'accord pour WrestleMania XXVIII). WrestleMania Axxess se serait alors déroulé au Palais des Congrès, et la cérémonie du Hall of Fame dans l'arène omnisports American Airlines Arena,.
Le 14 février 2011, Mr McMahon annonce que l'invité spécial chargé de l'animation de WrestleMania est Dwayne « The Rock » Johnson.

## Contexte

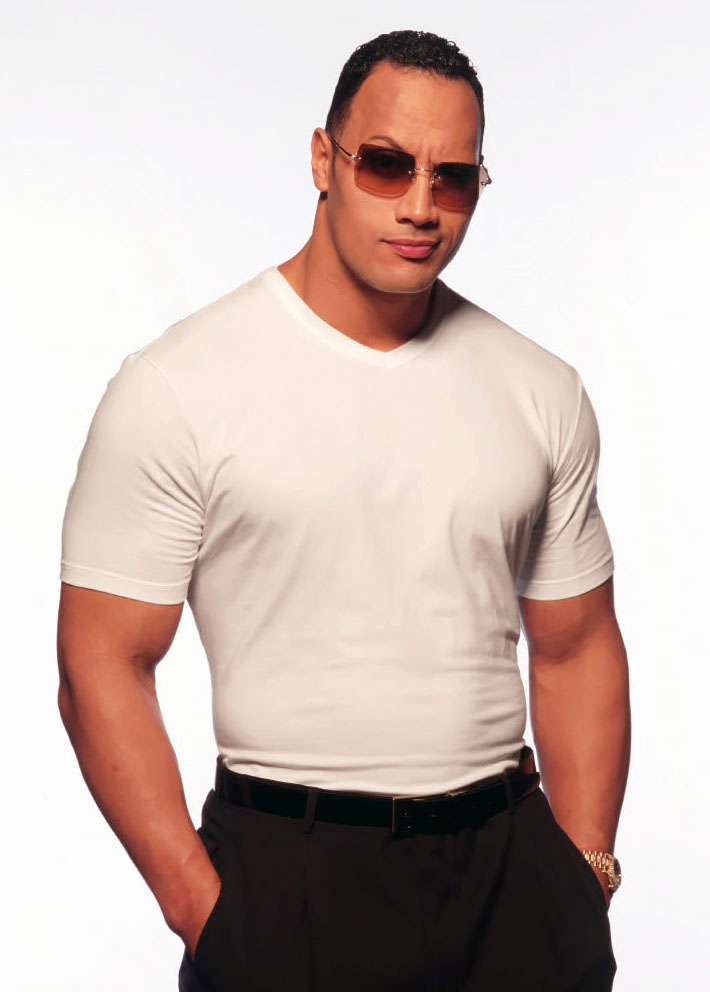
The Rock, 9 fois champion à la WWE, est l'invité d'honneur et animateur de WrestleMania XXVII.

Les spectacles de la World Wrestling Entertainment en paiement à la séance sont constitués de matchs aux résultats prédéterminés par les scénaristes de la WWE. Ces rencontres sont justifiées par des storylines - une rivalité avec un catcheur, la plupart du temps - ou par des qualifications survenues dans les émissions de la WWE telles que RAW, SmackDown et Superstars. Tous les catcheurs possèdent un gimmick, c'est-à-dire qu'ils incarnent un personnage face (gentil), heel (méchant) ou tweener (neutre, apprécié du public), qui évolue au fil des rencontres. Un pay-per-view comme WrestleMania XXVII est donc un événement tournant pour les différentes storylines en cours.

### John Cena contre The Miz
Lors d’Elimination Chamber, John Cena remporte l’Elimination Chamber match de Raw face à Randy Orton, CM Punk, Johnny Morrison, R-Truth et Sheamus et devient ainsi le challenger numéro un au championnat de la WWE pour WrestleMania. Le même soir, The Miz conserve son titre de la WWE contre Jerry « The King » Lawler, il affrontera donc Cena lors de WrestleMania pour le titre.

### Edge contre Alberto Del Rio
Le 30 janvier 2011, Alberto del Rio remporte le Royal Rumble match, gagnant ainsi la possibilité de participer à un match à WrestleMania pour le titre de son choix. Le lendemain à Raw, il choisit d'affronter le champion du monde poids-lourds. De son côté, Edge conserve son titre de champion du monde poids-lourds le 20 février 2011 lors d'Elimination Chamber face à Drew McIntyre, Wade Barrett, Kane, Rey Mysterio et The Big Show dans un Elimination Chamber match. Ainsi, il défendra son titre face à Del Rio lors de ce WrestleMania.

### The Undertaker contre Triple H

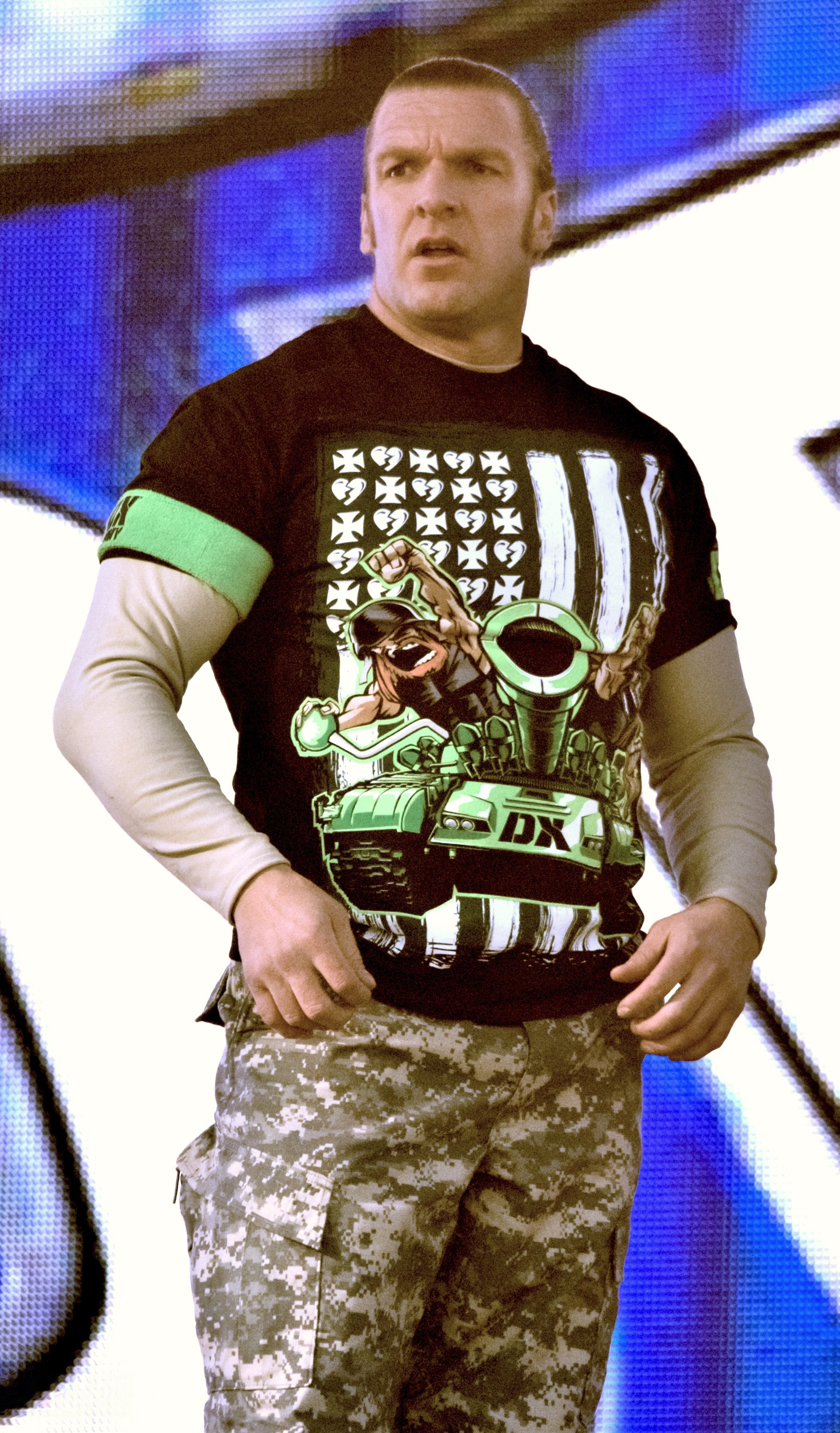
Triple H a tenté de mettre fin à la série d'invincibilité de l'Undertaker.

Le lendemain du Royal Rumble 2011, une vidéo mystérieuse annonce la date du 21 février 2011. Au début du Raw de la date prévue, on voit un décompte avant l'évènement tant attendu. Arrivé à la fin du décompte, The Undertaker effectue son grand retour, après un repos pris à la suite du Buried Alive match contre Kane à Bragging Rights 2010). Il monte sur le ring, enlève son chapeau, quand retentit la musique de Triple H, lui aussi remontant sur le ring après 10 mois d'absence. Les deux hommes s'observent, puis Triple H fixe le grand panneau de WrestleMania XXVII. L'Undertaker le fixe à son tour et comprend tout de suite que le « King of Kings » le défie pour une revanche de WrestleMania X-Seven, dix ans après. Les deux hommes font leurs gestes fétiches l'un après l'autre (pouce passé sur la gorge pour le Phenom, crotch chop pour le King of Kings). Triple H aura ainsi l'occasion de venger son ami Shawn Michaels à WrestleMania XXVII.
Le 7 mars, The Undertaker propose à Triple H de faire de ce match un No Holds Barred match (match sans disqualification ni décompte à l'extérieur), stipulation utilisée dans sa rencontre contre Shawn Michaels un an auparavant.

### Rey Mysterio contre Cody Rhodes
Cody Rhodes perd un match contre Rey Mysterio à SmackDown le 21 janvier à deux semaines avant le Royal Rumble, match durant lequel le 619 lui aurait cassé le nez. Il annonce alors s'éloigner du ring le temps de se faire opérer, et fait son retour lors du SmackDown du 25 février, où il revient en portant un masque en plastique transparent et attaque Rey Mysterio et lui enlève son masque. La semaine suivante, Cody Rhodes lance un défi à Rey Mysterio pour WrestleMania XXVII et lui assure qu'il lui enlèvera son masque lors de leur match. Le 11 mars à Smackdown, Rey Mysterio bat Drew McIntyre, et, à la fin du match, Rey Mysterio accepte le défi de Cody Rhodes pour WrestleMania XXVII.

### Randy Orton contre CM Punk
Lors du Royal Rumble, CM Punk intervient dans le match opposant The Miz et Randy Orton et attaque ce dernier qui ne remporte donc pas le titre de champion de la WWE. Le lendemain à Raw, Randy Orton inflige un Punt kick à Husky Harris. La rivalité continue à Elimination Chamber où les deux hommes participent à l’Elimination Chamber match de Raw pour déterminer le challenger pour le titre de champion de la WWE où d'abord Randy Orton élimine CM Punk mais sur ordre du general manager de Raw, CM Punk revient et élimine Orton.
Deux semaines après, alors que les deux hommes sont toujours en rivalité, un message du general manager annonce que Randy Orton et CM Punk s'affronteront à WrestleMania XXVII, et que chaque semaine, Randy Orton affrontera un par un les membres de la New Nexus, les membres perdant leur matchs n'accompagneront pas CM Punk dans les abords du ring. Randy Orton bat ainsi Michael McGillicutty le 28 février, puis David Otunga le 7 mars. Le 14 mars, Randy Orton bat Mason Ryan. Donc CM Punk sera seul contre Randy Orton à WrestleMania XXVII.

### Jerry Lawler contre Michael Cole

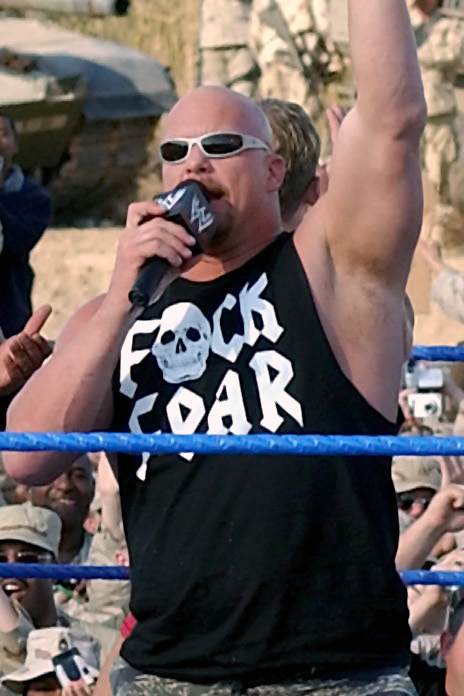
Stone Cold Steve Austin jouera le rôle d'arbitre entre deux commentateurs de la WWE.

Lors d'Elimination Chamber, Jerry Lawler manque sa deuxième opportunité de remporter le championnat de la WWE détenu par The Miz. Le lendemain à Raw, Michael Cole, co-commentateur à la WWE aux côtés de Lawler, décide de faire une interview du Hall of Famer, qui perd patience quand le journaliste aborde la question du décès de la mère de Lawler, survenu une semaine avant le pay-per-view. Lawler défie Cole pour WrestleMania, mais celui-ci refuse tout net. La semaine suivante, il accepte finalement à deux conditions, il peut choisir un arbitre spécial et celui qui le préparera au match : Jack Swagger.
Le 7 mars, Michael Cole annonce avoir choisi son arbitre spécial : JBL, mais c'est finalement Stone Cold Steve Austin qui signe le contrat et qui arbitrera le match.

### John Morrison, Trish Stratus et Snooki contre Dolph Ziggler et LayCool
Le 7 mars a vu le retour de Dolph Ziggler et Vickie Guerrero à Raw, alors qu'ils ont été renvoyés auparavant de SmackDown. Le general manager anonyme accepte d'intégrer le catcheur dans le roster de la division mais pas l'ancienne consultante ; le même soir, Ziggler gagne un match contre Johnny Morrison.
La semaine suivante, Vickie Guerrero doit remporter son match contre Trish Stratus pour obtenir un poste à Raw. Grâce aux distractions de Ziggler et Morrison, ainsi qu'à l'intervention de l'équipe féminine LayCool (formée de Layla et Michelle McCool), Guerrero gagne son match. Sa première décision est d'annoncer un Mixed tag team match pour WrestleMania, mettant John Morrison, Trish Stratus et Nicole Polizzi, dite Snooki, face à Dolph Ziggler et LayCool.

### Sheamus contre Daniel Bryan
Depuis quelques semaines, Sheamus, ancien double champion de la WWE, enchaîne les défaites. Après avoir perdu contre Daniel Bryan le 7 mars à Raw, il demande au champion des États-Unis un match la semaine suivante, avec pour enjeu le titre de Bryan contre la place de Sheamus. Bryan accepte et perd son titre le 14 mars. Il invoque donc sa clause de revanche le 21 mars pour un match à WrestleMania XXVII.

## Déroulement du spectacle

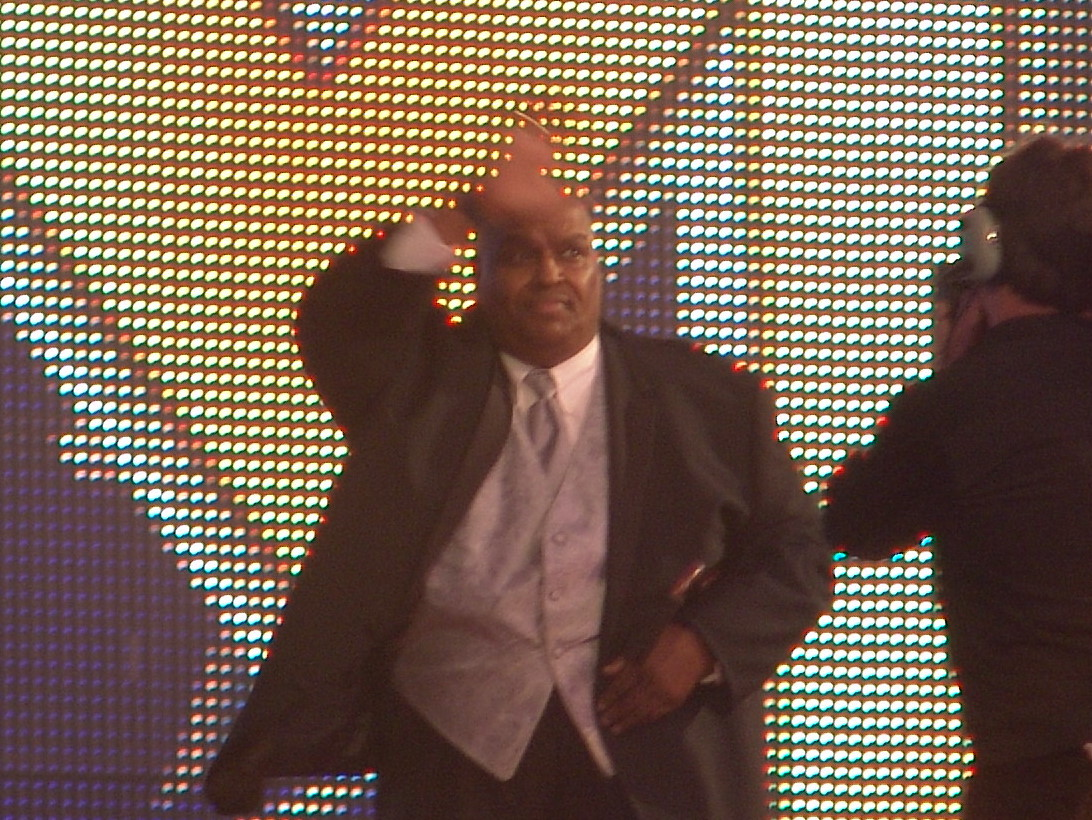
Abdullah « the Butcher »

### Matchs préliminaires
Le spectacle commence avec un dark match non retransmis pour « chauffer » le public et il oppose le champion des États-Unis Sheamus à Daniel Bryan dans un Lumberjack match, match où d'autres catcheurs sont aux abords du ring et doivent en théorie intervenir quand un des deux catcheurs quittent le ring pour le ramener. Vingt-deux hommes sont aux abords du ring : Chavo Guerrero, Jr, Chris Masters, Curt Hawkins, David Hart Smith, Drew McIntyre, Evan Bourne, Jey Uso, Jimmy Uso, Johnny Curtis, JTG, Mark Henry, Primo, R-Truth, Ted DiBiase Jr., The Great Khali, Trent Barreta, Tyler Reks, William Regal, Yoshi Tatsu et Zack Ryder. Le match se termine en No contest sans vainqueur ni vaincu à la suite de l'intervention sur le ring des « bûcherons ». Theodore Long, le general manager de Smackdown arrive et annonce que ce pugilat devient une bataille royale, un combat dont le but est d'éliminer son adversaire en le faisant tomber du ring après l'avoir fait passer par-dessus la troisième corde. The Great Khali remporte ce match.
Après qu’America the Beautiful a été chanté The Rock vient sur le ring et il est chaleureusement applaudi par le public. Après cela il annonce que ce sera le meilleur WrestleMania de tous les temps. Il s'amuse un peu avec le public en criant Wrestle, la foule répondant Mania. Il quitte le ring après avoir dit une de ses célèbres catchphrase « if ya smell what the Rock is cooking! » (est-ce que vous sentez ce que The Rock vous mijote).
À la suite de l'ovation du Rock vient le premier match retransmis en paiement à la séance ce soir là. Il s'agit du match pour le championnat du monde poids-lourds de la WWE opposant Edge accompagné de Christian à Alberto Del Rio qui est accompagné de son rookie Brodus Clay. Durant le match Del Rio effectue à plusieurs reprises sa prise de soumission le Juji-gatame sans succès. Edge a aussi tenté un Spear mais Brodus Clay réussit à le pousser dans un des coins du ring. Le protégé de Del Rio a tenté une seconde fois d'intervenir mais Christian intervient et lui a porté un DDT en dehors du ring. Edge réussit à porter son Spear sur Del Rio pour remporter le match. En quittant le ring, Edge et Christian vandalisent la voiture de leur adversaire avec une batte de baseball et un pied de biche,.
Le match suivant oppose Rey Mysterio à Cody Rhodes. Comme à son habitude lors de WrestleMania le luchador porte un costume spécial et cette année il arrive habillé en Captain America. Rhodes prend le contrôle du match en effectuant notamment une superplex sur son adversaire. Plus tard dans le match Rhodes retire une des genouillères de son adversaire et la jette en dehors du ring. Mysterio revient dans le match à la suite d'un moonsault et retire le masque de son adversaire et réussit à placer la tête de son adversaire entre la deuxième et la troisième corde en effectuant un headscissors. Il effectue ensuite le 619 mais le saut qui suit cette prise est contré par Rhodes. Le luchador décide alors de porter le masque de protection de son adversaire et s'en sert pour donner des coups de tête en courant à son adversaire. Cody sort du ring et récupère la genouillère et alors que Mysterio s'apprêtait à sauter la tête la première sur lui il lui donne un coup de genouillère. Il ramène son adversaire au centre du ring et lui porte le Cross Rhodes pour remporter le match.
Après la victoire de Cody Rhodes vient un segment en coulisse où on voit le rappeur Snoop Dogg organisé avec Teddy Long une sorte de radio-crochet auprès des différents catcheurs et divas. William Regal a rappé. Beth Phoenix et The Great Khali ont chanté en duo Summer Lovin (chanson de la comédie musicale Grease). Zack Ryder a chanté Friday mais ce dernier a été mis K.O par Roddy Piper. Chris Masters et Yoshi Tatsu ont auditionné eux aussi en interprétant We Will Rock You. Hornswoggle est ensuite venu auditionner, par sa prestance il attire l'attention de Snoop Dogg qui pense avoir trouvé le talent qu'il cherchait. Le General Manager de Smackdown lui explique qu'Hornswoggle est muet. Dogg et Long s'en vont alors et Hornswoggle interprète un rap et les Nikki et Brie Bella dansent en arrière-plan.
À la suite de ce radio-crochet on a droit à un match par équipe opposant Kane, Big Show, Santino Marella et Kofi Kingston à The Corre (Wade Barrett, Justin Gabriel, Heath Slater et Ezekiel Jackson). Santino et Slater commencent le match. Santino passe rapidement le relais au Big Show. Après une minute de combat tous les lutteurs montent sur le ring et se battent. Santino effectue son Cobra (une pichenette précédé de geste théâtraux) sur Slater. Dans la foulé Big Show lui inflige son Knockout Punch et effectue le tombé pour remporter le match.
On retourne ensuite en coulisse avec The Rock qui est avec Eve Torres et ils parlent ensemble de la ferveur populaire de WrestleMania. Il regarde ensuite derrière lui et voit Mae Young. Le Rock la présente à Eve qui enmène ensuite Mae à sa place et en partant cette dernière met la main aux fesse du Rock. Il se enfin nez à nez avec « Stone Cold » Steve Austin. Après quelques amabilités les deux hommes se serrent la main.
On retourne ensuite sur scène avec la présentation des nouveaux Hall of Famers au public : Abdullah « the Butcher », The Road Warriors (Road Warrior Animal et Paul Ellering), Drew Carey, Bob Armstrong, Jim Duggan et Shawn Michaels.
Par la suite on a le match entre CM Punk et Randy Orton. Pendant tout le match Punk attaque les genoux de son adversaire. Après cinq minutes de combat Punk tente d'effectuer son Go To Sleep mais Orton qui est sur ses épaules se débat et tente de le contrer en effectuant un RKO mais il se prend un coup de pied au visage. Punk monte ensuite sur un des coins du ring et s'apprête à sauter sur son adversaire mais Orton se relève et déséquilibre son adversaire avant d'effectuer un superplex depuis la troisième corde. Punk sort du ring et tente ensuite une figure-four leglock en utilisant un des poteaux du ring. Il tente quelques minutes plus tard de soumettre son adversaire avec l’Anaconda Vice mais Orton réussit à aller dans les cordes. Orton revient dans le match en effectuant un DDT sur son adversaire. Il fait ensuite se gestes habituels pour annoncer au public qu'il va effectuer un RKO en se couchant et en frappant violemment le ring avec ses poings. Il prend de l'élan mais dans sa course il tombe et semble s'être blessé au genou. Punk se relève et se rapproche de son adversaire mais il se voit porter un RKO qui le projette en dehors du ring. Punk tente de sauter sur son adversaire qui se relève mais il se voit porter encore une fois un RKO. Orton effectue le tombé pour remporter le match.
On retourne en coulisse où The Rock discute avec Gene Okerlund à propos de leurs meilleurs souvenirs de WrestleMania. Rock dit aussi que le plus grand fan de John Cena est là et qu'il veut l'affronter ce soir. Il tourne le dos à Okerlund et tombe nez à nez avec Pee-Wee Herman. Herman crie « You can't see me ! » (tu peux pas me voir) en bougeant sa main sur son visage comme le fait Cena. Rock fait comprendre à son interlocuteur qu'il a le potentiel pour entrer dans la Team Bring It (le nom donné aux fans du Rock). Le Rock se retourne et vois Okerlund portant le T-Shirt et la casquette de John Cena et Herman compare Okerlund à une créature. Vexé Gene s'en va et Pee Wee crie « if ya smell what The Pee Wee is cookin’! » (est-ce que vous sentez ce que Pee Wee vous mijote).
On retourne sur le ring ensuite pour voir le match entre Michael Cole (accompagné de Jack Swagger) à Jerry « The King » Lawler. Avant que le match début Cole s'adresse au public et dit qu'il sera le nouveau Mr. WrestleMania. Jack Swagger arrive ensuite mais il n'a pas le temps d'arriver sur le ring que « Stone Cold » Steve Austin arrive sur un quad à toute vitesse et fait ensuite le tour du ring faisant peur à Cole qui retourne à sa table des commentateurs protégé par des murs en plexiglas. Jerry Lawler arrive ensuite et Cole reste debout sur sa table de commentateur à s'échauffer. Austin fait sonner la cloche et Lawler sort du ring et projette Swagger dans la barricade avant de venir chercher son adversaire. Cole lui demande d'attendre et lui propose de lui serrer la main mais le King en profite pour pousser son adversaire contre la paroi de la cage. Lawler entre ensuite dans la cage et attaque Cole. Il le sort de sa cage et le projette contre le promontoire installé pour lire les courriels du manager général anonyme de Raw et le ramène enfin sur le ring mais Swagger attaque Lawler en dehors du ring puis quelques instants plus tard Swagger effectue une Ankle lock.
Lawler monte enfin sur le ring et Cole continue d'attaquer la jambe que Swagger a affaibli. Il tente ensuite une Ankle lock mais The King réussit à briser la prise. Lawler attaque ensuite Cole dans un des coins du ring et voyant cela Swagger monte sur le ring et demande à Stone Cold de mettre fin au match mais celui-ci refuse et lui porte un Stone Cold Stunner. Lawler attaque son adversaire et lui porte un dropkick suivi d'un fist drop depuis la deuxième corde avant d'effectuer le tombé mais Lawler se relève au compte de deux. Lawler effectue une Ankle lock et Steve Austin demande à Cole s'il abandonne. Il le dit et Stone Cold fait sonner la cloche.
Lawler et Austin célèbrent leur victoire en buvant des bières sur le ring et sont rejoints par Booker T qui se voit porté un Stone Cold Stunner. Le bruit de la messagerie du manager général de Raw retentit et Josh Matthews lit le message qui dit que Michael Cole a gagné le match par disqualification. Josh Matthews se voit porté un Stone Cold Stunner.

### Matchs principaux
Le premier des deux matchs principaux oppose The Undertaker qui affronte Triple H dans un No Hold Barred match (match sans disqualification ni décompte à l'extérieur). Rapidement le Deadman envoie son adversaire hors du ring et le rejoint. The Game (un des surnoms de Triple H) pousse son adversaire à travers la cage de Michael Cole la cassant.
Triple H remonte sur le ring et son adversaire en fait de même par la suite. L'Undertaker tente d'effectuer son Old school mais son adversaire le ramène au sol. Les deux hommes se retrouvent ensuite hors du ring et The Game tente de faire passer son adversaire à travers une table en effectuant le Pedigree mais il se fait contrer par l'Undertaker qui le pousse au sol. Le Deadman tente ensuite d'effectuer le Tombstone Piledriver depuis un escalier en acier mais il est contré par son adversaire qui le fait ensuite passer à travers une des tables des commentateurs en effectuant un Spinebuster. Les deux hommes remontent sur le ring où l'Undertaker porte un Chokeslam à Triple H avant de tenter le tombé sans succès. À la suite de plusieurs contre de prises de signatures des différents adversaires, The Game effectue un Spinebuster et tente le tombé sans succès. Il tente alors d'attaquer le Deadman avec une chaise mais il se prend un coup de pied de la part de son adversaire avant de recevoir un coup de chaise. L'Undertaker tente de lui porter un deuxième mais il se fait contrer par Triple H qui lui porte un Pedigree avant de tenter le tombé sans succès. The Game place son adversaire sur la troisième corde dans un des coins du ring et tente une superplex mais il se fait contrer et l'Undertaker lui porte un Last Ride et tente encore une fois le tombé. Il relève ensuite son adversaire pour lui porter un Tombstone Piledriver et tente le tombé sans succès. Il tente alors d'effectuer la même prise mais Triple H réussit à le contrer en effectuant un DDT. Les deux hommes sont à terre, puis quand ils se relèvent The Game porte un Pedigree avant de tenter le tombé sans succès. Il en effectue un deuxième puis il porte des coups de chaise à son adversaire. L'Undertaker se relève et se prend un coup de chaise au visage. Le Deadman se relève et Triple H lui porte un Tombstone Piledriver. Triple H va chercher une massue sous le ring et tente de s'en servir sur son adversaire qui lui porte sa prise de soumission, le Hell's Gate qui fait abandonner son adversaire portant la série d'invincibilité de l'Undertaker à WrestleMania à 19 victoires,.

## Tableau des résultats
| #                                                                       | Match | Stipulation | Durée |
| ----------------------------------------------------------------------- | --- | --- | ----- |
| Dark                                                                    | Sheamus (c) et Daniel Bryan font match nul.                                                                                      | Lumberjack match pour le Championnat des États-Unis                                                                       | 05:07 |
| Dark                                                                    | The Great Khali remporte une bataille royale face à 21 autres catcheurs.                                                         | Bataille royale sans enjeu                                                                                                | 09:39 |
| 1                                                                       | Edge (c) (avec Christian) bat Alberto Del Rio (avec Brodus Clay et Ricardo Rodriguez),.                                          | Match simple pour le Championnat du Monde poids-lourds                                                                    | 11:09 |
| 2                                                                       | Cody Rhodes bat Rey Mysterio | Match simple | 11:58 |
| 3                                                                       | Kane, Big Show, Santino Marella et Kofi Kingston battent The Corre (Wade Barrett, Ezekiel Jackson, Justin Gabriel, Heath Slater) | 8-man Tag team match | 01:32 |
| 4                                                                       | Randy Orton bat CM Punk | Match simple | 14:46 |
| 5                                                                       | Michael Cole (avec Jack Swagger) bat Jerry Lawler via disqualification                                                           | Special guest referee match (l'arbitre est Stone Cold Steve Austin)                                                       | 13:45 |
| 6                                                                       | The Undertaker bat Triple H via soumission                                                                                       | No Holds Barred Match Mettant en jeu la série d'invincibilité de 18 victoires 0 défaites de The Undertaker à WrestleMania | 29:23 |
| 7                                                                       | John Morrison, Trish Stratus et Snooki battent Dolph Ziggler et LayCool                                                          | 6-person mixed tag team match                                                                                             | 03:16 |
| 8                                                                       | The Miz (c) (avec Alex Riley) bat John Cena                                                                                      | Match simple pour le WWE Championship                                                                                     | 15:21 |
| (c) désigne le(s) champion(s) défendant son (leur) titre dans le match. | | |       |

1. ↑  Les « bûcherons » placés autour du ring sont R-Truth, Ted DiBiase Jr., The Great Khali, Drew McIntyre, William Regal, Evan Bourne et Mark Henry.
2. ↑  À la suite de l'invasion des catcheurs « bûcherons » dans le ring, Theodore Long (le directeur général de la division WWE SmackDown) annonce une bataille royale sans enjeu entre vingt-deux catcheurs : Chavo Guerrero, Jr, Chris Masters, Curt Hawkins, Daniel Bryan, David Hart Smith, Drew McIntyre, Evan Bourne, Jey Uso, Jimmy Uso, Johnny Curtis, JTG, Mark Henry, Primo, R-Truth, Sheamus, Ted DiBiase Jr., The Great Khali, Trent Barreta, Tyler Reks, William Regal, Yoshi Tatsu et Zack Ryder.
3. ↑  À l'origine, ce match s'est terminé par un double décompte, ce qui a permis au Miz de conserver le titre, mais a été redémarré par l'hôte invité d'honneur The Rock.

### Cérémonie du Hall of Fame
La cérémonie du WWE Hall of Fame a eu lieu la veille du WrestleMania, le 2 avril 2011 au Philips Arena à Atlanta,.
| Nom de scène                       | Véritable nom                                       | Intronisé par                                                                                         | Notes |
| ---------------------------------- | --------------------------------------------------- | --- | --- |
| Shawn Michaels                     | Michael Shawn Hickenbottom                          | Triple H                                                                                              | Champion du Monde poids-lourds, triple Champion de la WWE, triple Champion Intercontinental, double vainqueur du Royal Rumble, premier catcheur de la WWE à avoir effectué le « Grand Slam ». |
| Jim Duggan                         | James Stuart Duggan                                 | Ted DiBiase, Sr.                                                                                      | Vainqueur du premier Royal Rumble en 1988, une fois Champion WCW des États-Unis, une fois détenteur du WCW World Television Championship.                                                     |
| Bob Armstrong                      | Joseph Melton James                                 | Trois de ses fils : Scott Armstrong (arbitre), Brad Armstrong et Brian Gerard James (ancien catcheur) | Détenteur de plusieurs championnats régionaux (NWA). Père de quatre catcheurs. |
| Sunny                              | Tammy Lynn Sytch                                    | Lay-Cool                                                                                              | Valet de plusieurs équipes ayant obtenu un championnat par équipe, vainqueur de deux Slammy Awards, considérée comme la première Diva de la WWF.                                              |
| Drew Carey                         | Drew Carey                                          | Kane                                                                                                  | Présentateur de jeux télévisés, a participé au Royal Rumble de 2001. |
| Abdullah the Butcher               | Lawrence Robert Shreve                              | Terry Funk                                                                                            | Catcheur hardcore connu pour avoir travaillé dans de nombreuses fédérations locales et remporté plusieurs championnats régionaux.                                                             |
| The Road Warriors et Paul Ellering | Michael Hegstrand, Joe Laurinaitis et Paul Ellering | Dusty Rhodes                                                                                          | Équipe très populaire, ayant remporté plusieurs championnats par équipe dans des fédérations américaines et japonaises,.                                                                      |